# Liste der Einträge im National Register of Historic Places in Andover (Massachusetts)

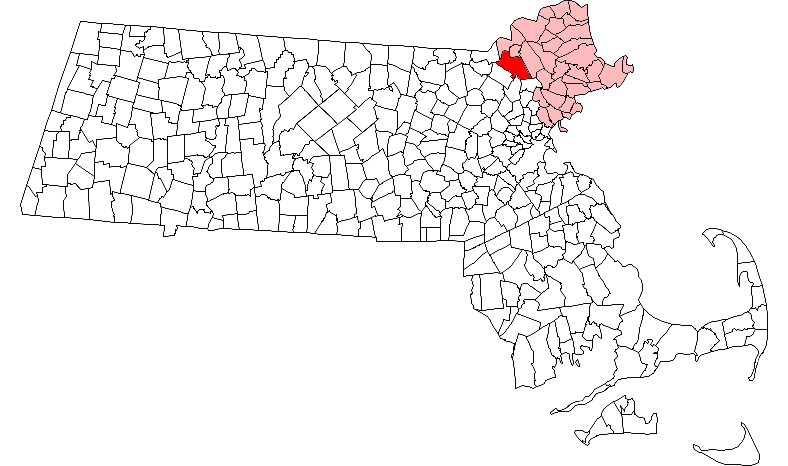
Andover im Essex County

Die Liste der Einträge im National Register of Historic Places in Andover enthält alle Einträge in das National Register of Historic Places auf dem Gebiet der Stadt Andover im Bundesstaat Massachusetts der Vereinigten Staaten.
Die darüber hinausgehenden Einträge des Essex County sind in der Liste der Einträge im National Register of Historic Places im Essex County dargestellt.

## Legende
| NRHP | Historic Place    |
| HD   | Historic District |

## Aktuelle Einträge in Andover
| [ 1 ] | Name                                       | Bild                                       | Eintragsdatum                 | Lage                                                        | Ort     | Beschreibung                                                                 |
| ----- | ------------------------------------------ | ------------------------------------------ | ----------------------------- | ----------------------------------------------------------- | ------- | ---------------------------------------------------------------------------- |
| 1     | Abbot Tavern                               | Abbot Tavern                               | 10. Juni 1982 ID-Nr. 82004810 | 70 Elm St. 42° 39′ 37,8″ N, 71° 8′ 13,1″ W                  | Andover |                                                                              |
| 2     | Asa and Sylvester Abbot House              | Asa and Sylvester Abbot House              | 10. Juni 1982 ID-Nr. 82004833 | 15-17 Porter Rd. 42° 38′ 21″ N, 71° 8′ 8″ W                 | Andover | Im Register unzutreffend unter der Adresse 15-17 Andover Street eingetragen. |
| 3     | Benjamin Abbot House                       | weitere Bilder                             | 24. Feb. 1975 ID-Nr. 75000242 | 9 Andover St. 42° 38′ 47″ N, 71° 9′ 11″ W                   | Andover |                                                                              |
| 4     | J. T. Abbot House                          | J. T. Abbot House                          | 10. Juni 1982 ID-Nr. 82004814 | 34 Essex St. 42° 39′ 23″ N, 71° 8′ 37″ W                    | Andover |                                                                              |
| 5     | Abbot-Baker House                          | Abbot-Baker House                          | 10. Juni 1982 ID-Nr. 82004811 | 5 Argilla Rd. 42° 38′ 48,8″ N, 71° 9′ 12,3″ W               | Andover |                                                                              |
| 6     | Abbot-Battles House                        | Abbot-Battles House                        | 10. Juni 1982 ID-Nr. 82001905 | 31 Lowell St. 42° 40′ 17″ N, 71° 9′ 15″ W                   | Andover |                                                                              |
| 7     | Abbot-Stinson House                        | Abbot-Stinson House                        | 9. März 1990 ID-Nr. 90000190  | 6 Stinson Rd. 42° 38′ 15″ N, 71° 7′ 20″ W                   | Andover |                                                                              |
| 8     | Academy Hill Historic District             | Academy Hill Historic District             | 7. Okt. 1982 ID-Nr. 82000475  | MA 28 42° 38′ 48″ N, 71° 8′ 7″ W                            | Andover |                                                                              |
| 9     | Andover National Bank                      | Andover National Bank                      | 10. Juni 1982 ID-Nr. 82001907 | 23 Main St. 42° 39′ 20″ N, 71° 8′ 26″ W                     | Andover |                                                                              |
| 10    | Andover Town Hall                          | Andover Town Hall                          | 10. Juni 1982 ID-Nr. 82004961 | 20 Main St. 42° 39′ 21″ N, 71° 8′ 25″ W                     | Andover |                                                                              |
| 11    | Andover Village Industrial District        | Andover Village Industrial District        | 7. Okt. 1982 ID-Nr. 82000476  | MA 28 42° 39′ 20″ N, 71° 8′ 54″ W                           | Andover |                                                                              |
| 12    | Arden                                      | Arden                                      | 10. Juni 1982 ID-Nr. 82004812 | 276 N. Main St. 42° 40′ 5″ N, 71° 8′ 57″ W                  | Andover |                                                                              |
| 13    | Timothy P. Bailey House                    | Timothy P. Bailey House                    | 10. Juni 1982 ID-Nr. 82004828 | 210 Chandler Rd. 42° 40′ 45″ N, 71° 12′ 23″ W               | Andover |                                                                              |
| 14    | Ballardvale District                       | Ballardvale District                       | 7. Okt. 1982 ID-Nr. 82000477  | An der Interstate 93 42° 37′ 33″ N, 71° 9′ 34″ W            | Andover |                                                                              |
| 15    | Barnard Block                              | Barnard Block                              | 10. Juni 1982 ID-Nr. 82004803 | 10-16 Main St. 42° 39′ 22″ N, 71° 8′ 26″ W                  | Andover |                                                                              |
| 16    | Blanchard-Upton House                      | Blanchard-Upton House                      | 9. März 1990 ID-Nr. 90000192  | 7 Hearthstone Pl. 42° 37′ 53″ N, 71° 11′ 16″ W              | Andover | Im Register unzutreffend unter der Adresse 62 Osgood St. eingetragen.        |
| 17    | Bradlee School                             | Bradlee School                             | 10. Juni 1982 ID-Nr. 82004829 | 147 Andover St. 42° 37′ 50″ N, 71° 9′ 45″ W                 | Andover |                                                                              |
| 18    | Central Street District                    | Central Street District                    | 7. Okt. 1982 ID-Nr. 82000478  | 42° 39′ 6″ N, 71° 8′ 41″ W                                  | Andover |                                                                              |
| 19    | Chandler-Bigsby-Abbot House                | Chandler-Bigsby-Abbot House                | 10. Juni 1982 ID-Nr. 82004830 | 88 Lowell St. 42° 39′ 59″ N, 71° 9′ 25″ W                   | Andover |                                                                              |
| 20    | Chandler-Hidden House                      | Chandler-Hidden House                      | 10. Juni 1982 ID-Nr. 82004832 | 17 Hidden Rd. 42° 38′ 28″ N, 71° 8′ 1″ W                    | Andover |                                                                              |
| 21    | Chickering House                           | Chickering House                           | 10. Juni 1982 ID-Nr. 82004831 | 28 Essex St. 42° 39′ 22″ N, 71° 8′ 34″ W                    | Andover |                                                                              |
| 22    | Jehiel Cochran House                       | Jehiel Cochran House                       | 10. Juni 1982 ID-Nr. 82004827 | 65 Burnham Rd. 42° 40′ 10″ N, 71° 8′ 32″ W                  | Andover | Im Register unzutreffend unter der Adresse 63 Burnham Rd. eingetragen.       |
| 23    | Dascomb House                              | Dascomb House                              | 10. Juni 1982 ID-Nr. 82004826 | 125 Dascomb Rd. 42° 37′ 39″ N, 71° 10′ 34″ W                | Andover |                                                                              |
| 24    | Flint Farm                                 | Flint Farm                                 | 10. Juni 1982 ID-Nr. 82004825 | 85 Osgood St. 42° 38′ 2″ N, 71° 11′ 19″ W                   | Andover |                                                                              |
| 25    | Follansbee House                           | Follansbee House                           | 10. Juni 1982 ID-Nr. 82004485 | 459 Lowell St. 42° 38′ 36″ N, 71° 12′ 34″ W                 | Andover |                                                                              |
| 26    | William Foster House                       | William Foster House                       | 9. März 1990 ID-Nr. 90000191  | 96 Central St. 42° 38′ 50″ N, 71° 8′ 48″ W                  | Andover |                                                                              |
| 27    | Nathan Frye House                          | Nathan Frye House                          | 10. Juni 1982 ID-Nr. 82004824 | 166 N. Main St. 42° 39′ 42″ N, 71° 8′ 42″ W                 | Andover |                                                                              |
| 28    | David Gray House                           | David Gray House                           | 10. Juni 1982 ID-Nr. 82004823 | 232 Salem St. 42° 37′ 59,3″ N, 71° 6′ 38,6″ W               | Andover |                                                                              |
| 29    | Sarah H. Harding House                     | Sarah H. Harding House                     | 10. Juni 1982 ID-Nr. 82004822 | 6-8 Harding St. 42° 39′ 46,7″ N, 71° 8′ 39,1″ W             | Andover |                                                                              |
| 30    | Harnden Farm                               | Harnden Farm                               | 10. Juni 1982 ID-Nr. 82004821 | 261 Salem St. 42° 37′ 52″ N, 71° 6′ 32″ W                   | Andover |                                                                              |
| 31    | Holt Farm                                  | Holt Farm                                  | 10. Juni 1982 ID-Nr. 82004819 | 89 Prospect Rd. 42° 38′ 17″ N, 71° 6′ 34″ W                 | Andover |                                                                              |
| 32    | Holt-Cummings-Davis House                  | Holt-Cummings-Davis House                  | 10. Juni 1982 ID-Nr. 82004820 | 67 Salem St. 42° 38′ 38″ N, 71° 7′ 31″ W                    | Andover |                                                                              |
| 33    | Benjamin Jenkins House                     | Benjamin Jenkins House                     | 10. Juni 1982 ID-Nr. 82004818 | 362 Salem St. 42° 37′ 24″ N, 71° 5′ 39″ W                   | Andover |                                                                              |
| 34    | The Lincolnshire                           | The Lincolnshire                           | 10. Juni 1982 ID-Nr. 82004804 | 22 Hidden Rd. und 28 Hidden Way 42° 38′ 25″ N, 71° 7′ 58″ W | Andover |                                                                              |
| 35    | Main Street-Locke Street Historic District | Main Street-Locke Street Historic District | 7. Okt. 1982 ID-Nr. 82000479  | 42° 39′ 9″ N, 71° 8′ 19″ W                                  | Andover |                                                                              |
| 36    | Manning House                              | Manning House                              | 10. Juni 1982 ID-Nr. 82004817 | 37 Porter Rd. 42° 38′ 20″ N, 71° 8′ 20″ W                   | Andover |                                                                              |
| 37    | Memorial Hall Library                      | Memorial Hall Library                      | 10. Juni 1982 ID-Nr. 82004805 | 2 N. Main St. 42° 39′ 24″ N, 71° 8′ 29″ W                   | Andover |                                                                              |
| 38    | Musgrove Block                             | Musgrove Block                             | 10. Juni 1982 ID-Nr. 82004816 | 2 Main St. 42° 39′ 25″ N, 71° 8′ 27″ W                      | Andover |                                                                              |
| 39    | Orlando                                    | Orlando                                    | 10. Juni 1982 ID-Nr. 82004815 | 260 N. Main St. 42° 40′ 2″ N, 71° 8′ 59″ W                  | Andover |                                                                              |
| 40    | Osgood Farm                                | Osgood Farm                                | 10. Juni 1982 ID-Nr. 82004806 | 116 Osgood St. 42° 38′ 12″ N, 71° 11′ 33″ W                 | Andover |                                                                              |
| 41    | Abiel Pearson House                        | Abiel Pearson House                        | 10. Juni 1982 ID-Nr. 82004807 | 33 High St. 42° 39′ 36″ N, 71° 8′ 29″ W                     | Andover |                                                                              |
| 42    | William Perrin House                       | William Perrin House                       | 10. Juni 1982 ID-Nr. 82004799 | 464 River Rd. 42° 39′ 17″ N, 71° 14′ 48″ W                  | Andover |                                                                              |
| 43    | Pillsbury-French House                     | Pillsbury-French House                     | 10. Juni 1982 ID-Nr. 82004800 | 103 Dascomb Rd. 42° 37′ 48″ N, 71° 10′ 27″ W                | Andover |                                                                              |
| 44    | Benjamin Punchard House                    | Benjamin Punchard House                    | 10. Juni 1982 ID-Nr. 82004801 | 8 High St. 42° 39′ 26″ N, 71° 8′ 29″ W                      | Andover |                                                                              |
| 45    | Rogers-Downing House                       | Rogers-Downing House                       | 10. Juni 1982 ID-Nr. 82004802 | 269 Highland Rd. 42° 39′ 35″ N, 71° 7′ 10″ W                | Andover |                                                                              |
| 46    | Russell House                              | Russell House                              | 10. Juni 1982 ID-Nr. 82004808 | 28 Rocky Hill Rd. 42° 37′ 5″ N, 71° 7′ 14″ W                | Andover |                                                                              |
| 47    | Shawsheen Village Historic District        | Shawsheen Village Historic District        | 9. Feb. 1979 ID-Nr. 79000328  | MA 133 42° 40′ 22″ N, 71° 8′ 51″ W                          | Andover |                                                                              |
| 48    | Third Railroad Station                     | weitere Bilder                             | 10. Juni 1982 ID-Nr. 82004809 | 100 School St. 42° 39′ 23″ N, 71° 8′ 43″ W                  | Andover |                                                                              |
| 49    | Richard Ward House                         | Richard Ward House                         | 10. Juni 1982 ID-Nr. 82004962 | 71 Lowell St. 42° 40′ 4″ N, 71° 9′ 25″ W                    | Andover |                                                                              |
| 50    | West Parish Center District                | West Parish Center District                | 7. Okt. 1982 ID-Nr. 82000480  | MA 133 42° 39′ 26″ N, 71° 9′ 56″ W                          | Andover |                                                                              |
| 51    | Woodbridge House                           | Woodbridge House                           | 10. Juni 1982 ID-Nr. 82004813 | 293 Salem St. 42° 37′ 40,1″ N, 71° 6′ 19,7″ W               | Andover | Im Register als „Woodridge“ falsch geschrieben.                              |